# Krunoslav Hulak
Krunoslav Hulak (* 25. Mai 1951 in Osijek; † 23. Oktober 2015 in Zagreb) war ein kroatischer, früher jugoslawischer Schachspieler.

## Leben
Krunoslav Hulak wurde im Jahr 1974 von der FIDE der Titel Internationaler Meister verliehen, 1976 erhielt er den Großmeistertitel. Beim Berliner Sommer 1984 wurde er Zweiter hinter Eric Lobron.
Er nahm zwischen 1982 und 1996 an sechs Schacholympiaden teil und spielte je drei für die jugoslawische (1982, 1986 und 1990) und für die kroatische Mannschaft (1992, 1994, 1996), außerdem spielte er bei den Mannschaftseuropameisterschaften 1977, 1980, 1983 und 1989 für die jugoslawische Mannschaft, bei den Mannschaftseuropameisterschaften 1992 und 1997 für die kroatische Mannschaft. Mit der Mannschaft erreichte er 1983 und 1989 jeweils den zweiten Platz, in der Einzelwertung erreichte er 1989 das beste Einzelergebnis am zweiten Brett (zusammen mit Aleksander Wojtkiewicz) sowie die beste Eloleistung aller Teilnehmer.
In der Saison 1989/90 spielte er in der deutschen Schachbundesliga für den SK Zehlendorf am 2. Brett hinter Michail Tal, in der österreichischen Schachbundesliga spielte er von 2007 bis 2010 für Holz Dohr.
Am European Club Cup nahm er 1993 und 1994 mit dem HAŠK Mladost-Novogradnja Zagreb, 1996 mit dem ŠK Borovo Vukovar '91, mit dem er den zweiten Platz erreichte, und 2000 mit dem ŠK Bihać teil.

## Turniererfolge
- Warna 1974: 1. Platz
- Jugoslawische Meisterschaft 1976: 1. Platz
- IBM Amsterdam 1977: 2. Platz
- Banja Luka 1983: 1.–3. Platz mit Speelman und Adorján
- Zagreb 1985: 2. Platz
- Wijk aan Zee B-Turnier 1986: 1. Platz
- Banja Luka 1987: 1.–2. Platz mit Ekström
- Belgrad 1988: geteilter 1. Platz mit Gurewitsch, Psachis und Polugajewski.[5]
- Solin 2000: 2. Platz
- Kroatische Meisterschaft 2005: 1. Platz